# Дело о киевских снайперах
Дело о киевских снайперах — вопрос об организаторах и исполнителях снайперской стрельбы по участникам Евромайдана и одновременно по сотрудникам правоохранительных органов в Киеве 20 февраля 2014 года, в результате которой погибло 53 человека (49 протестующих и 4 сотрудника правоохранительных органов).
Участники протестов и новые украинские власти обвиняют в этих событиях режим Януковича, а также Россию.
24 февраля и. о. министра внутренних дел Арсен Аваков сообщил на своей странице в одной из социальных сетей о возбуждении уголовного дела по факту массовых убийств мирных граждан, в связи с чем Янукович и ряд других должностных лиц объявлены в розыск. В ходе расследования также выдвинуты обвинения сотрудникам правоохранительных органов.
В то же время в начале марта 2014 года появились предположения о том, что стрельбу могли организовать другие стороны конфликта в провокационных целях, в частности, представители спецслужб России.
Расследование событий массовой гибели людей в противостояниях с представителями органов защиты правопорядка активно выносились в обещаниях кандидатов на внеочередных выборах Президента Украины 25 мая 2014 года.
В ходе развития событий в конце мая 2014 года в Киеве были произведены аресты сотрудников спецподразделений, которые согласно заявлению Генпрокуратуры Украины, допрашивались и проверялись на детекторе лжи.
Задержания и результаты расследования, озвученные[когда?] на пресс-конференции главой МВД Арсеном Аваковым, Генпрокуратуры Олегом Махницким и СБУ Валентином Наливайченко,  вызвали протест сотрудников спецслужб, которые пикетировали здание милицейского главка в Киеве.

## События 20 февраля 2014 года в Киеве
С 18 по 20 февраля 2014 года на Украине произошло резкое обострение политического кризиса, приведшее к массовым столкновениям сотрудников правоохранительных органов и протестующих в Киеве, и в других городах страны. За 2 дня столкновений погибли 40 человек (29 протестующих и 11 силовиков), сотни получили ранения. 18 февраля СБУ объявила в стране режим контртеррористической операции. По состоянию на раннее утро 20 февраля сотрудники МВД контролировали прилегающую к улице Институтской территорию Площади Независимости (Майдана Незалежности), сторонники Евромайдана — остальную часть площади и Крещатик в сторону Бессарабской площади. 20 февраля в стране был объявлен траур, а Янукович в ходе переговоров с лидерами парламентской оппозиции договорился об отказе от штурма Майдана и перемирии.
Утром 20 февраля на улице Институтской и Площади Независимости началась стрельба. В 9 часов утра сторонники оппозиции перешли в наступление, отбили стелу Независимости и начали теснить силовиков, которые спешно начали отступать по улице Институтской, оставляя и занятый 18 февраля Октябрьский дворец. Митингующие также оттеснили внутренние войска у Дома профсоюзов в сторону Европейской площади до середины улицы Грушевского, за построенную накануне силовиками бетонную баррикаду и далее, за Художественный музей. Министр внутренних дел Виталий Захарченко заявил, что правоохранителям выдано боевое оружие и разрешено его применение в рамках закона о милиции.
Столкновения 20 февраля стали одним из ключевых факторов, вынудивших Президента Украины Виктора Януковича пойти на подписание Соглашения об урегулировании политического кризиса на Украине, потере доверия к самому Януковичу и к переформатированию парламентского большинства, вынесшего вечером 20 февраля постановление о запрете применения силы властью, и провозгласившего смещение Януковича и изменение Конституции 22-23 февраля.

## Комиссия Геннадия Москаля
По мнению канадского политолога Дэвида Марплза, версия событий от бывшего исполняющего обязанности главы МВД Геннадия Москаля, озвученная им ещё в марте 2014 года, является наиболее авторитетной из известных. Москаль отметил скрытное присутствие на Майдане сотрудников СБУ в гражданском и приказы снайперам стрелять как по протестующим, так и полиции. Целью таких действий было обострение конфликта для оправдания силового разгона протестующих. Полиция была в деморализованном состоянии и не проявляла желания вступать в бой. Были подготовлены операции "Волна" и "Бумеранг". Среди снайперов находились "Альфа" из СБУ и спецподразделение "Сокол" из МВД. Министр обороны Захарченко имел полномочия отдать приказ "Соколу" на применение оружия, что было подтверждено его заявлением 20 февраля. "Альфа" находилась под контролем главы СБУ Якименко. Приказ на проведение операций был отдан Януковичем. Москаль отвергает утверждения о причастности третьей "иностранной" силы (в данном случае России), указывая на то, что снайперы находились в боевых позициях в момент гибели людей, а доказательства были уничтожены или вывезены в Россию.
Председатель парламентской комиссии по расследованию убийств во время Евромайдана Геннадий Москаль 22 февраля 2014 года заявил, что митингующих расстреливали снайперы из Внутренних войск: «Подразделение относится к Крымскому территориальному управлению Внутренних войск, а руководит им полковник Сергей Асавалюк. Бойцы именно этого подразделения были отсняты на видео журналистами, а их радиопереговоры записаны». Полковник Асавелюк (являющийся в действительности руководителем отдела координации подразделений спецназначения ГУ ВВ МВД Украины) категорически опроверг эти сведения; 1 апреля МВД заявило по результатам проверки Генпрокуратуры о его непричастности к событиям 20 февраля.
В интервью газете «Зеркало недели» 6 марта 2014 года Москаль утверждал, что снайперы, которые расстреливали протестующих и милиционеров на улице Институтской, были сотрудниками силовых ведомств и действовали по приказу бывших главы Службы безопасности Украины Александра Якименко и министра внутренних дел Украины Виталия Захарченко, и что только Захарченко мог отдать приказ применить оружие спецподразделениями МВД. Москаль также заявил, что оппозиционеров на Грушевского убивал именно «Беркут» из ружей «Форт-500» 12-го калибра.
По мнению председателя парламентской комиссии по расследованию убийств на Майдане Геннадия Москаля, новое руководство МВД и СБУ спускает на тормозах дела о массовых убийствах и саботирует работу по расследованию, пытаясь выгородить преступников. Новые руководители силовых ведомств, чтобы избежать наказания рядовых исполнителей, пытаются переложить вину на неизвестные «третьи силы». В мае 2014 года Москаль заявил, что в Киеве уничтожили всю документацию по расстрелам и гильзотеки. 13 мая Москаль озвучил новую версию, согласно которой стрелять по манифестантам могли представители вышедших из-под контроля общественных организаций. Не уточняя, о каких организациях идет речь, Москаль подчеркнул, что в таком случае «первый выстрел был сделан по сотрудникам милиции».
Генеральная прокуратура Украины ходатайствовала о задержании и взятии под арест Шуляка, Якименко, Захарченко, Пшонки, Клюева и Януковича.
7 июля 2014 года Москаль огласил итоговые выводы комиссии Верховной Рады, согласно которым «за убийствами активистов стоит преступная организация во главе с бывшим президентом Украины Виктором Януковичем». В отчёте выдвинуты обвинения против руководителей Украины, её МВД и СБУ по состоянию на 20 февраля. При этом отмечено, что стрельба утром 20 февраля началась в 6:10 утра по сотрудникам правоохранительных органов. Организаторами стрельбы могли являться сотрудники и агенты СБУ или МВД, либо «лица, которые имеют собственные понятия социальной справедливости и действовали по своему усмотрению, или неизвестные общественные организации». Комиссия не смогла однозначно идентифицировать оружие, из которого были убиты погибшие, в том числе, в связи с утратой доказательств и бегством за границу ряда подозреваемых.
По состоянию на август 2014 года информация о принадлежности пуль и мнение судебной экспертизы не опубликованы. Были только заявления разных неэкспертных лиц, в том числе политически важных. В частности, Геннадий Москаль собрал документы по плану размещения и последовательности действий снайперов и их руководителей, направленных на Майдан.

## Версии произошедшего

### Аудиозапись беседы Паэта и Эштон
5 марта 2014 года на сайте YouTube была опубликована запись прослушивания телефонного разговора верховного представителя ЕС по иностранным делам Кэтрин Эштон и министра иностранных дел Эстонии Урмаса Паэта. Разговор состоялся 26 февраля после визита Паэта на Украину. В телефонной беседе с Эштон Паэт пересказал версию о том, что одни и те же снайперы стреляли и в милицию, и в демонстрантов. По его словам, эту версию ему рассказала 25 февраля в Киеве врач Ольга Богомолец. Некоторые российские СМИ истолковали запись как доказательство того, что снайперы были наняты оппозицией.
В интервью газете The Daily Telegraph, опубликованном 6 марта, Богомолец уточнила, что она не говорила Паэту об убитых с обеих сторон и характере ранений правоохранителей, поскольку не видела их. По её словам, она не высказывала предположение, что руководить снайперами мог кто-то из оппозиционеров
"Я не разделяю утверждений Пайета о том, что оппозиция была ответственна за расстрел на майдане. Я могу утверждать что-то только на основании фактов. Иначе некорректно и неправильно это делать. Это должно основываться исключительно на фактах". Она утверждает что новое правительство начало криминальное расследование, но оно не контактировало с ней на данный момент. "Они сказали что начали криминальный процесс и если они сказали это, то я им доверяю. Полиция не давала мне какую либо информацию по этому поводу"..
Оригинальный текст (англ.)Mr Paet's assertion that an opposition figure was behind the Maidan massacre was not one she could share. "I think you can only say something like this on the basis of fact," she said. "Its not correct and its not good to do this. It should be based on fact.". She said the new government in Kiev had assured her a criminal investigation had begun but that she had not direct contact with it so far. "They told me they have begun a criminal process and if they say that I believe them. The police have not given me any information on it.".

### Сергей Пашинский и огнестрельное оружие
18 февраля активистами Майдана на перекрёстке улицы Институтской и Крепостного переулка был остановлен автомобиль Honda Civic Петра Барландина, в багажнике которого нашли нарезной охотничий карабин AR-15 Norinco CQ. Сам Барландин участвовал в Евромайдане, получил ранение в ногу резиновой пулей. В машину сел народный депутат Сергей Пашинский, до этого проверивший документы на оружие Барландина, вместе с двумя людьми. Пашинский пояснил, что помог избежать развития инцидента с активистом, у которого был охотничий карабин и разрешение на него. Пашинский просто отвёз его подальше от агрессивной толпы, записав его координаты. После этого Барландин принял решение не участвовать в дальнейших протестах, чтобы не дать повод кому-либо сыграть на этой ситуации.
Владельца оружия Петра Барладина, как и Пашинского, потом допрашивала Генеральная прокуратура Украины; 18 февраля были сделаны фотоснимки оружия и разрешения на него. С самой винтовки делались отстрелы, не давшие положительного итога возможным обвинениям. По словам начальника управления специальных расследований Генеральной прокуратуры Украины Сергея Горбатюка, винтовка имела нестандартный калибр — 5,39, пули которого не были найдены среди пострадавших активистов и милиционеров.

### Другие версии
2 апреля 2014 года Виктор Янукович дал интервью российским и зарубежным СМИ, в ходе которого утверждал, что не отдавал приказа разгонять митингующих и что «стрельба велась с тех зданий, которые в то время контролировались оппозицией». В интервью американскому кинорежиссёру Оливеру Стоуну в декабре 2014 года Янукович заявил, что действовавшие снайперы — это «иностранные элементы, введенные прозападными фракциями», и «что не обошлось и без следа ЦРУ».
9 апреля 2014 года грузинский генерал, бывший командир батальона «Аваза» Тристан Цителашвили сделал заявление о том, что «снайперами, стрелявшими на поражение в людей на Майдане, были бывшие сотрудники силовых структур экс-президента Грузии Михаила Саакашвили», а непосредственно ими руководили Гиви Таргамадзе и Гиа Барамидзе. Экс-президент частично признанной республики Южная Осетия Эдуард Кокойты счёл версию Цителашвили реалистичной, а «Клуб генералов Грузии» поставил версию под серьёзное сомнение, сообщив, что Цителашвили делает сенсационные заявления регулярно, но никогда не представляет подтверждающих документов.
В октябре 2014 года канадский профессор политологии украинского происхождения Иван Качановский опубликовал работу, в которой он делает вывод о том, что массовый расстрел был спланированной операцией оппозиции, имевшей целью захват власти. По его данным, протестующие были застрелены со стороны гостиницы «Украина», Октябрьского дворца или других точек, контролируемых вооружённым крылом оппозиции. Некоторые другие исследователи (в частности, Дэвид Марплз, Тарас Кузьо и Александр Зайцев) считают исследование Качановского предвзятым и политически мотивированным. В 2023 году Качановский опубликовал научную статью, в которой делает вывод что в судебном процессе и следствии по делу о Майдане “абсолютное большинство раненых участников Майдана, около 100 свидетелей обвинения и защиты, синхронизированные видеозаписи, медицинские и баллистические экспертизы, проведенные правительственными экспертами, однозначно указывали на то, что протестующие на Майдане были расстреляны снайперами, находившимися в подконтрольных Майдану зданиях.”.
12 февраля 2015 года журналист британской медиакорпорации BBC Гэбриел Гейтхаус опубликовал некоторые материалы, ставящие под сомнение тезисы новой украинской власти о полной ответственности силовых структур за стрельбу 20 февраля 2014 года. В частности, анонимное интервью BBC дал участник Евромайдана, назвавшийся Сергеем; он рассказал, что утром 20 февраля вел огонь из здания консерватории по сотрудникам правоохранительных органов, целясь при этом только по конечностям. Гейтхауз также сослался на народного депутата Андрея Шевченко, который находился на связи с одним из проправительственных командиров; согласно Шевченко, командир сообщал о стрельбе по вверенному ему подразделению со стороны консерватории. Эту информацию Шевченко немедленно передал коменданту Майдана Андрею Парубию. Через некоторое время группа людей — по мнению Сергея, подразделение коменданта Андрея Парубия — принудила Сергея покинуть здание и вывезла на автомобиле из Киева (сам Парубий подтверждает факт прочесывания здания консерватории, но отрицает, что его люди обнаружили в нём кого-либо вооружённого). О вооружённых людях, находившихся в здании консерватории около 08:00 20 февраля, рассказал и один из фотографов, который, однако, не видел, вели ли они огонь. Сергей также сообщил, что его в качестве стрелка завербовал на Майдане в конце января 2014 года некий отставной военный офицер в частном порядке. Гейтхауз, ссылаясь на адвокатов потерпевших и свои источники в Генеральной прокуратуре Украины, утверждает, что расследованию смертей, к которым не причастна милиция, препятствует судебная власть.

## Расследование
20 марта 2014 года исполняющий обязанности генпрокурора Украины Олег Махницкий сказал в эфире украинского 5 канала: «Эти лица установлены, но их фамилии я назвать не могу. Установлен ряд обстоятельств осуществления этих выстрелов, установлены места их размещения»

«На сегодняшний день среди списка лиц, который мы установили — этот список будет ещё расширяться, все зависит от определенных обстоятельств, сейчас продолжаются служебные проверки, — то есть, на данный момент этот список состоит только из граждан Украины».

Партия регионов настаивает на создании ВСК. Мы просим зарегистрировать законопроект № 4468 — это проект постановления о создании ВСК по вопросам расследования обстоятельств расстрела из снайперского оружия протестующих и сотрудников правоохранительных органов во время массовых акций протеста в Киеве— глава фракции Партии регионов Александр Ефремов 24 марта 2014 года
По сообщению и. о. генпрокурора Украины Олега Махницкого, с 1 на 2 апреля 2014 года Генеральная прокуратура Украины задержала трёх бывших бойцов спецподразделения киевского «Беркута», которых обвиняют в причастности к убийствам активистов на Евромайдане в феврале 2014 года. В ночь с 2 на 3 апреля 2014 года действующие сотрудники милиции, ранее служившие в спецподразделении, пикетировали в Киеве Главк МВД с тем, чтобы прояснить судьбу задержанных товарищей и требованием объективного расследования в том числе и гибели на Евромайдане сотрудников милиции. К собравшимся вышел начальник ГСУ Генпрокуратуры Игорь Щербина. После короткой беседы часть задержанных была отпущена. Также Щербина сказал, что задержанных подозреваемых со стороны «Правого сектора» нет, как нет и задержанных подозреваемых в убийстве милиционеров на Евромайдане. 3 апреля Генеральная прокуратура Украины сообщила о задержании 12 бойцов «Беркута» по подозрению в стрельбе в Киеве 18-20 февраля.
3 апреля 2014 года глава МВД Украины Арсен Аваков сообщил, что в причастности к расстрелу людей во время акций протеста подозреваются 19 бойцов «Беркута». По его словам, снайперами на Майдане командовал майор милиции Дмитрий Садовник.
Как сообщает ИТАР-ТАСС, Временная следственная комиссия Верховной рады, созданная для расследования действий украинских правоохранителей в ходе Евромайдана, пришла к выводу, что участники Евромайдана были расстреляны не из оружия, которое имеется сейчас на вооружении бойцов спецподразделения МВД Украины «Беркут». Пропало оружие, потенциально из которого могли стрелять по демонстрантам. Руководитель комиссии Геннадий Москаль считает, что по демонстрантам могли открыть огонь «представители вышедших из-под контроля общественных организаций». Такой вывод был сделан в результате экспертизы патронов и пуль, которые использовались снайперами в Киеве. Москаль также заявил, что «первый выстрел был сделан по сотрудникам милиции … Любой мог влиться в ряды протестного движения под видом борьбы против действующей власти», — отметил депутат. При этом он не исключил, что стрелять могли как сотрудники СБУ или МВД, так и их сторонники, выдающие себя за активистов.
25 февраля 2014 рада Украины проголосовала за независимое расследование и наказания лиц, виновных в совершении преступлений против человечности на Украине во время акций протеста в период с 21 ноября 2013 по 22 февраля 2014. Парламент Украины просит Международный уголовный суд обеспечить независимое расследование и наказания лиц, виновных в совершении преступлений против человечности на Украине.
3 апреля 2014 на пресс-конференции министр внутренних дел Украины Арсен Аваков заявил что в районе ул. Институтской погибло 17 человек, в том числе после экспертизы установлено что только из одного автомата было убито 8 человек. 12 сотрудников правоохранительных органов задержаны.
25 апреля 2014 В Международном уголовном суде в Гааге открыта предварительная экспертиза по заявлению властей Украины с просьбой расследовать события во время евромайдана.
26 июня 2014 На выступление президента Украины Петра Порошенко на сессии ПАСЕ одобрительно высказался по поводу ускорения расследования международными организациями событий на майдане.
4 октября 2014 Печерский районный суд Киева принял решение заочно арестовать бывшего командира спецроты подразделения милиции особого назначения «Беркут» Киева майора Дмитрия Садовника как причастного к расстрелу активистов Евромайдана на Институтской улице. Сам Садовник, в первый раз арестованный 22 апреля, 19 сентября 2014 был выпущен из под стражи под домашний арест судьей Печерского районного суда Светланой Волковой и 4 октября скрылся от правоохранительных органов. 27 декабря 2014 Высшая квалификационная комиссия судей отстранила Волкову от должности (в итоге Волкова продолжила работу судьёй), в дальнейшем против неё было возбуждено уголовное дело за вынесение заведомо неправосудного решения. Местоположение Садовника окончательно неизвестно: по оперативным данным ГПУ он находится а территории аннексированного РФ Крыма, хотя на запросы оперативных служб МВД и Генеральной прокуратуры власти этой страны не отвечают.
23 февраля 2015 года Генпрокуратура Украины сообщила об установлении всех причастных к стрельбе и убийству 39 человек бойцов спецроты «Беркута», 20 человек были объявлены в розыск. 24 февраля были арестованы бойцы спецроты Александр Маринченко и Сергей Тамтура, ещё 18 человек остаются в розыске. 26 июня 2015 года был задержан и 28 июня арестован заместитель командира полка милиции специального назначения Главного управления МВД Украины в Киеве (бывшего «Беркута») подполковник Олег Янишевский. По данным на ноябрь 2015 года, из 18 разыскиваемых экс-бойцов спецроты киевского «Беркута» двое находятся в Польше, один в Белоруссии, семеро - в ДНР и ЛНР, остальные - в России (в том числе пятеро в Крыму). Интерпол отказался объявлять их в международный розыск, сославшись на политическое преследование со стороны Украины.
24 февраля Апелляционный суд Украины направил в Святошинский райсуд Киева (после отказа от него Печерского райсуда) дело об обвинении в убийствах двух сотрудников спецроты «Беркута» младших сержантов Павла Аброськина и Сергея Зинченко.
По данным отчёта Международной совещательной группы (МСГ), созданной Советом Европы и Украиной для наблюдения за расследованием событий на Майдане, не менее трёх участников протестов на Майдане были застрелены из гостиницы «Украина» (эти случаи вошли в перечень эпизодов, о которых у следствия «нет ответов»). Согласно отчёту, результаты баллистической экспертизы указывают на то, что более 30 погибших были застрелены сотрудниками подразделения «Беркут», которые вели огонь с баррикады. При этом экспертизы, результаты которых есть в распоряжении МСГ, отрицают данные о большом количестве погибших из-за выстрелов не со стороны правоохранительных органов.
В октябре 2015 года, как заявил депутат Киевского областного совета от партии «Свобода» Александр Аронец, Генеральная прокуратура Украины приступила к обыскам среди членов партии по подозрению их в расстреле «Небесной сотни». Как говорится в постановлении Печерского районного суда Киева, 20 февраля 2014 года протестующих обстреливали из окон 11-го этажа в отеле «Украина», причём один из номеров отеля в этот период был сдан тогдашнему депутату «Свободы» Олегу Панькевичу. По данным депутата от Блока Петра Порошенко Сергея Лещенко, в отеле также проживал свободовец Александр Сыч, а в номере 1132 гостиницы жил депутат от той же партии Игорь Янкив — мастер спорта и инструктор по стрельбе. Стрельбу из этого номера видел 20 февраля 2014 года журналист ВВС Габриэль Гэйтхауз.

### Вопрос о роли России в деле
4 апреля МИД Украины обратился к российскому Министерству иностранных дел с просьбой предоставить информацию в рамках досудебного расследования в уголовном производстве, которое проводится с целью установления истинной картины событий, имевших место в январе-феврале 2014 г. и приведших к массовой гибели людей. В ноте украинского МИД отмечалось, что украинские правоохранительные органы хотели бы получить информацию о том, кто с украинской стороны и на основании каких договоров заказывал поставку на Украину спецсредств для использования при охране общественного порядка общим весом 2394 кг и 2774 кг, прибывших на Украину рейсами Чкаловск — Киев 21 января и 24 января. Кроме того, МИД Украины обратился к российской стороне с просьбой допросить генерал-полковника ФСБ России Сергея Беседу об обстоятельствах его пребывания на Украине 20—21 февраля 2014 г. ФСБ признала, что Беседа действительно находился в Киеве в эти дни, но уточнила, что «в контакте с СБУ» он занимался определением уровня безопасности и защиты российского посольства и других российских учреждений в городе.
Министр иностранных дел РФ Сергей Лавров заявил в тот же день, что Россия не имеет никакого отношения к «делу снайперов» и не будет участвовать в его расследовании. Лавров указал, что о расследовании «дела снайперов» говорилось в соглашении, подписанном президентом Украины Виктором Януковичем и лидерами тогдашней оппозиции Арсением Яценюком, Олегом Тягнибоком и Виталием Кличко, «однако те, кто захватил власть на Украине, забыли про него и больше месяца не вспоминали про такие очевидные вещи, как пресечение деятельности радикалов». «Что касается возможности проведения совместного с российским участием расследования, то преступления совершались не на нашей, а на украинской территории, мы к этим преступлениям не имеем и не могли иметь никакого отношения», — подчеркнул Лавров.
18 февраля 2015 года глава Службы безопасности Украины Валентин Наливайченко обвинил в руководстве группами снайперов помощника президента Российской Федерации Владислава Суркова, пребывавшего в феврале 2014 года в Киеве. Наливайченко сослался на допросы сотрудников спецподразделения СБУ «Альфа», давших «конкретные свидетельства о местоположении иностранных снайперских групп, которые целились и в митингующих… и в сотрудников Министерства внутренних дел». Он также заявил о наличии документальных подтверждений этих показаний. 20 февраля 2015 года аналогичную информацию на вручении наград семьям погибших озвучил Президент Украины Пётр Порошенко. В ответ на это Генеральная прокуратура Украины затребовала у главы СБУ Валентина Наливайченко информацию о причастности Владислава Суркова и ФСБ России к убийствам на Майдане. Как заявил заместитель генпрокурора Алексей Баганец, в известных ему материалах, касающихся событий на Майдане, нет «никаких показаний, никаких доказательств, которые касаются причастности к расстрелам людей спецназначенцев или сотрудников ФСБ России». Также он не видел там фамилии Сурков. Министерством иностранных дел России заявления украинских спецслужб названы «достойными психиатрической лечебницы» и «спекуляциями на смерти людей». По данным Генпрокуратуры Украины, Сурков с группой сотрудников ФСБ прибыл в Киев только вечером 20 февраля, в 19:19, в то время как последнее убийство было совершено в 16:45. При этом, на заседании антикоррупционного комитета Верховной Рады 15.04.2015 Наливайченко заявил, что "не употреблял слова «руководил расстрелами» в отношении Суркова. 16 октября 2015 года Генпрокурор Украины Виктор Шокин заявил о том, что доказательств причастности России к расстрелам на Майдане не найдено. В ответ Наливайченко в тот же день заявил, что СБУ ещё в мае 2015 года предоставила украинской Генпрокуратуре все доказательства причастности российских спецслужб и Суркова к расстрелам на Майдане. 29 октября 2015 года ГПУ допросила Наливаченко по этому вопросу, после чего начальник управления спецрасследований ГПУ Сергей Горбатюк заявил, что доводы Наливайченко являются его собственной версией, а не доказательствами.
Директор департамента континентальной Европы МИД Франции Эрик Фурнье (находившийся в Киеве в составе группы переговорщиков 20 февраля) в документальном фильме "Кэ д'орсэ. Кулисы дипломатии" в мае 2015 года заявил о том, что среди снайперов были агенты российских спецслужб.

## Суд
6 июня 2017 года в ходе заседания суда по делу «Беркута» в Святошинском районном суде Киева уроженец Львовской области активист Майдана Владимир Венчак, получивший шесть ранений во время событий в Киеве 20 февраля 2014 года, заявил, что в него стреляли со стороны здания отеля «Украина»: "Первое ранение я получил в спину. Но не со стороны правительственного квартала, где была такая явная угроза… а со стороны гостиницы «Украина».
К 2017 году ситуация была следующей: 5 «беркутовцев» на Украине стали подсудимыми, 21 «беркутовец» бежал и был объявлен в розыск властями Украины (из них 15 получили гражданство России, а 3 — убежище в России).
В 2023 году, после семи с половиной лет суд присяжных в Киеве оправдал двух экс-милиционеров («беркутовцев»), обвинявшихся в массовых убийствах. Еще троих приговорили к лишению свободы - но заочно.